# 休拉纳 (塔拉戈纳省)
休拉纳，是西班牙加泰罗尼亚自治区，塔拉戈纳省普欧拉特县科尔努德利亚德蒙特桑特镇的一个地方。2012年，在当地政府登记户口的居民只有32人。
该村建于陡峭石山之上，三面环水，是旅游的好去处。该地也以攀岩运动而闻名。

## 小行星
2010年5月29日，小行星中心将小行星209540号命名为“休拉纳”，以纪念这个独特的村庄。这颗小行星直径2公里，位于火星和木星的轨道之间。

## 图集

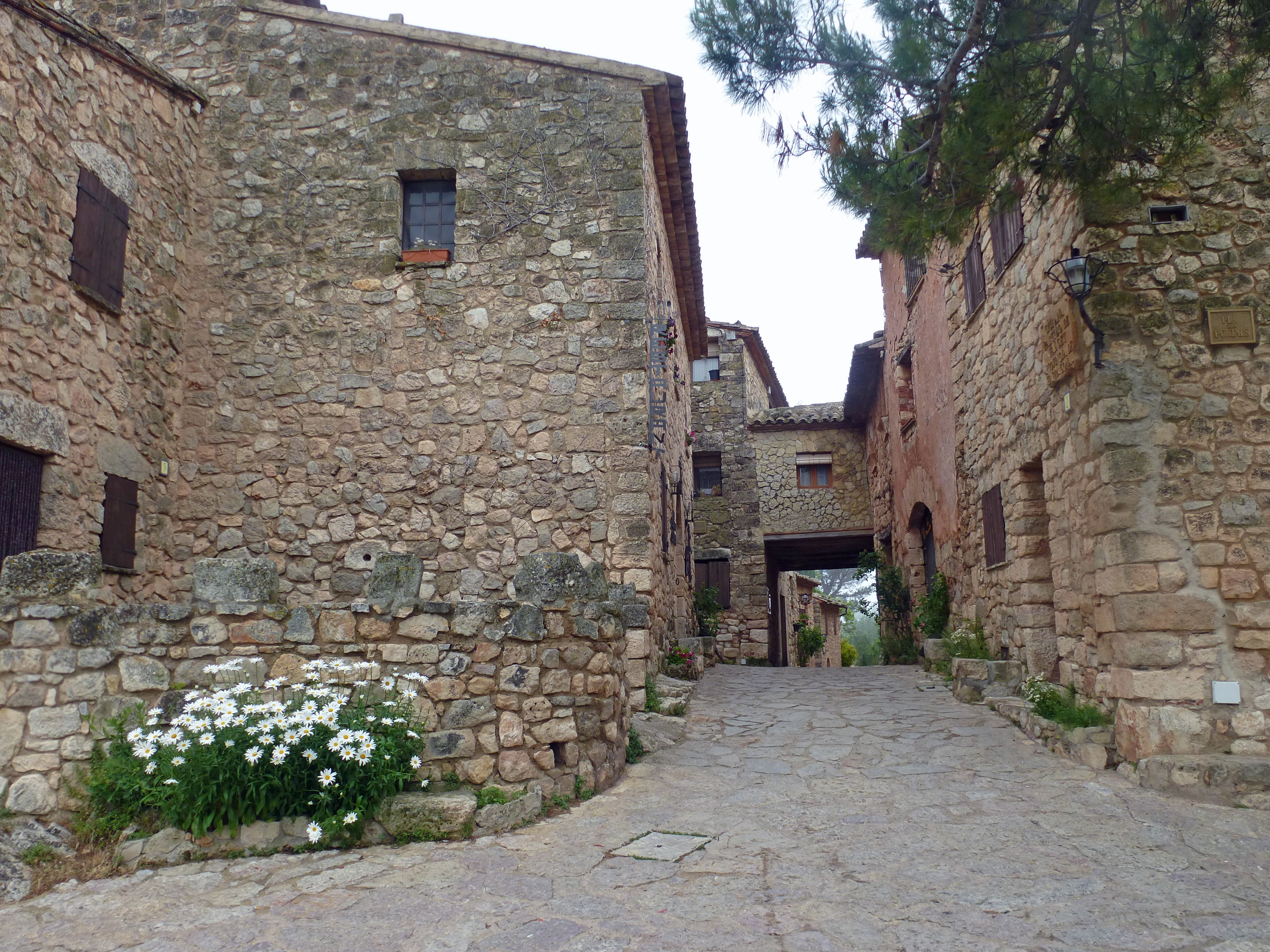
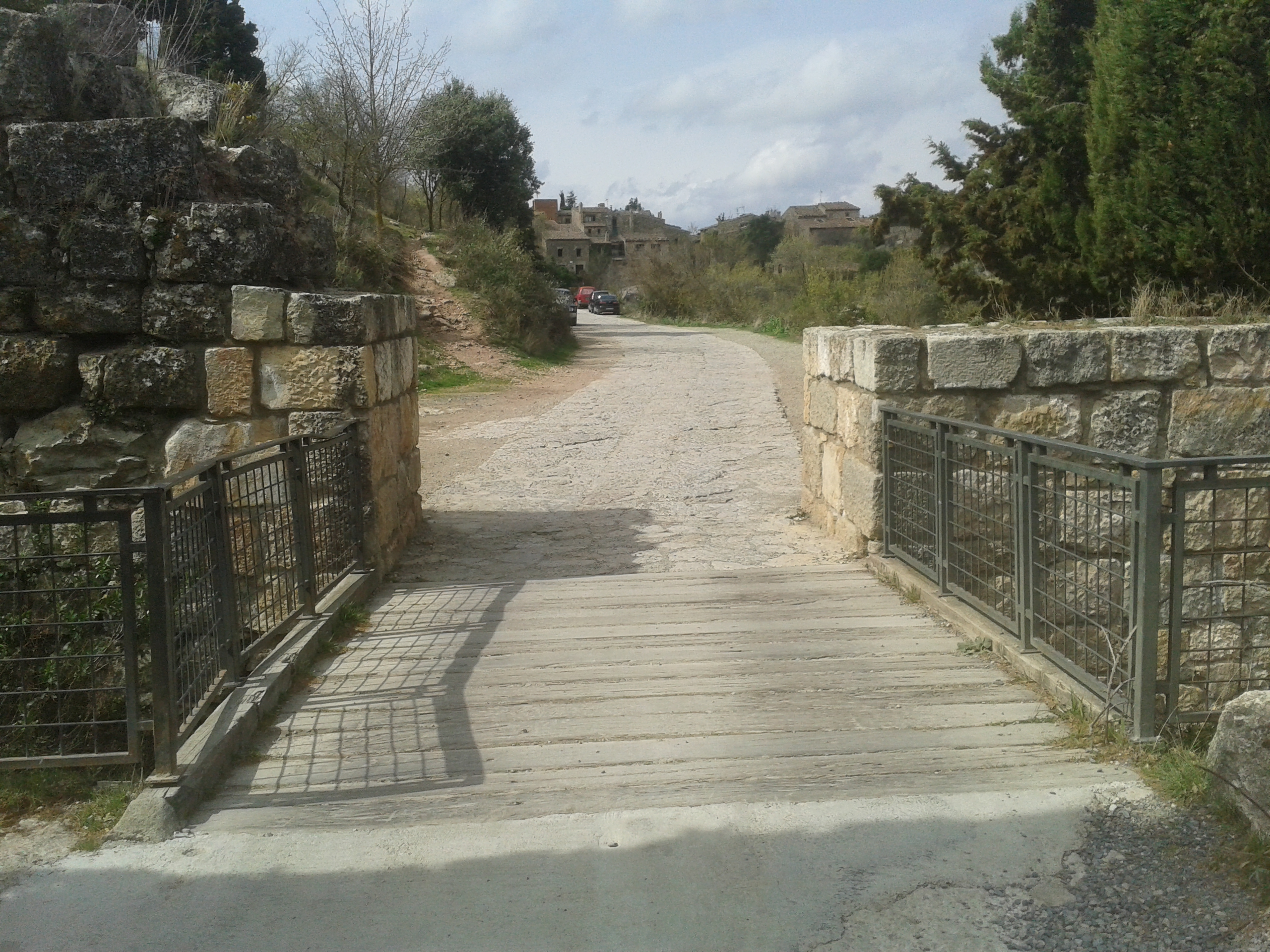
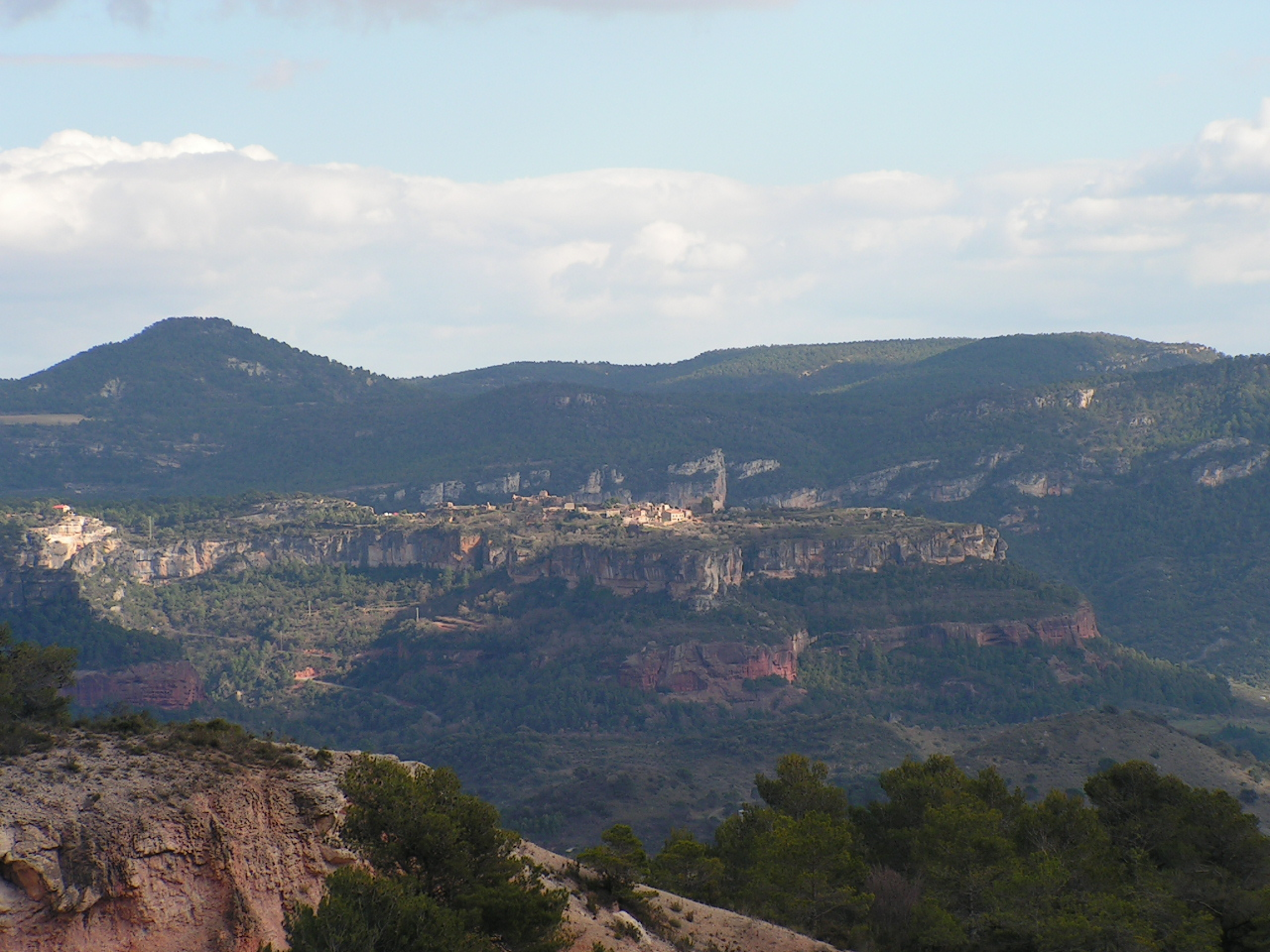
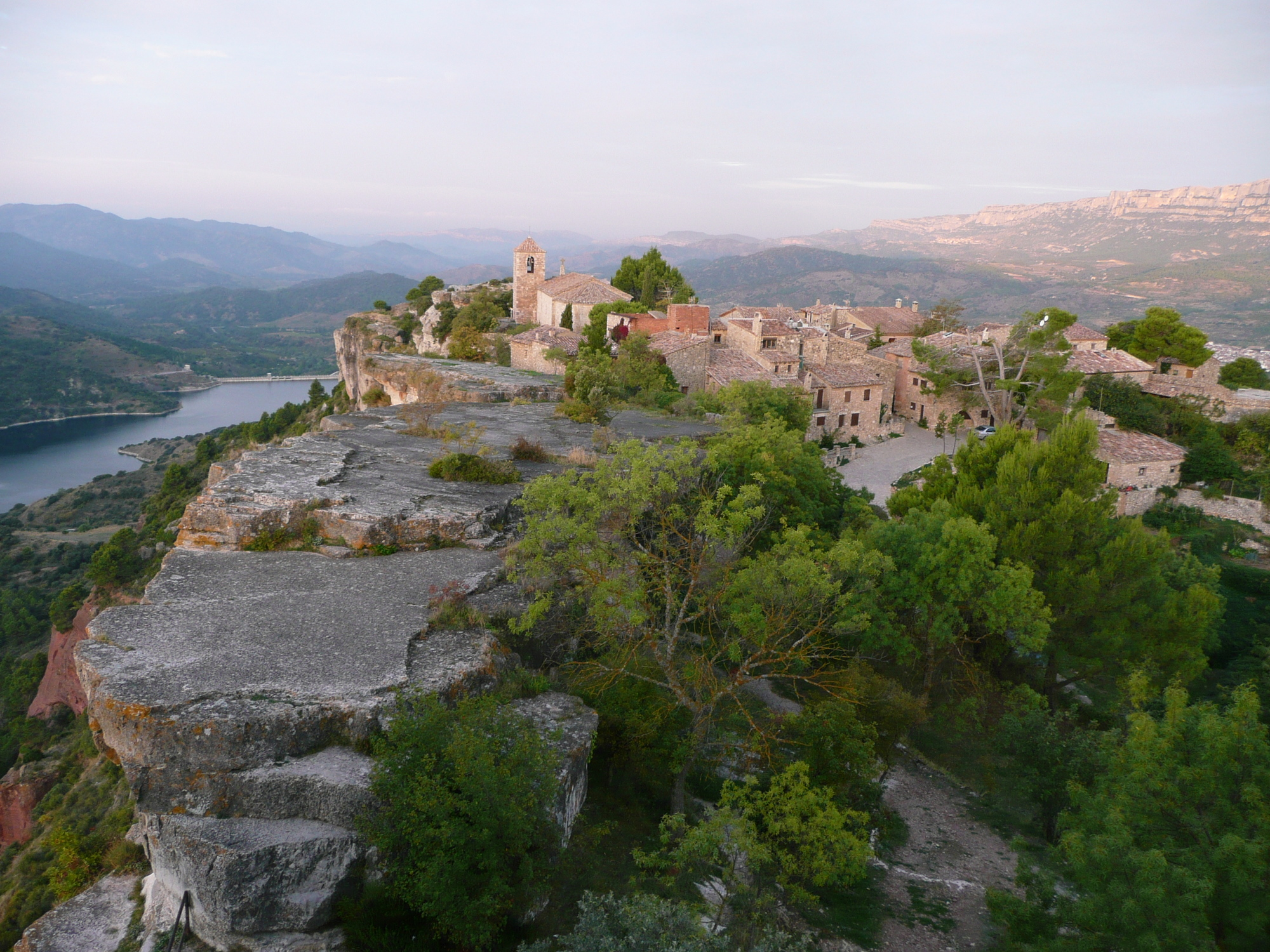